# Marcipa nigropunctifera
Marcipa nigropunctifera är en fjärilsart som beskrevs av Fletcher och Pierre E.L. Viette 1955. Marcipa nigropunctifera ingår i släktet Marcipa och familjen nattflyn. Inga underarter finns listade i Catalogue of Life.